# Hamilton Ricard
Hamilton Ricard Cuesta (Chocó, 1974. január 1. –), kolumbiai válogatott labdarúgó.
A kolumbiai válogatott tagjaként részt vett az 1998-as világbajnokságon, az 1997-es és az 1999-es Copa Américán.

## Sikerei, díjai
Deportivo Cali
- Kolumbiai bajnok (1): 1995–96

APÓEL
- Ciprusi bajnok (1): 2003–04

Danubio
- Uruguayi bajnok (3): 2006 Apertura, 2007 Clausura, 2006–07

Egyéni
- A kolumbiai bajnokság gólkirálya (1): 1996–97 (36 gól)